# جیمزتاون (لوئیزیانا)
جیمزتاون (به انگلیسی: Jamestown) شهری در ایالت لوئیزیانا کشور ایالات متحده آمریکا است که جمعیت آن در سرشماری سال ۲۰۱۰ میلادی، ۱۳۹ نفر بوده‌است.